# Dancing Crazy
"Dancing Crazy" é um canção da cantora pop norte-americana Miranda Cosgrove lançado em 21 de dezembro de 2010 em formato de download digital pelo iTunes, sendo o primeiro trabalho lançado de seu extended play intitulado High Maintenance. A canção foi composta pela cantora e compositora canadense Avril Lavigne, que já havia lhe escrito outra canção, "Daydream", para o primeiro álbum de Miranda Cosgrove, intitulado Sparks Fly. Ainda assinam a canção o produtor e músico Max Martin, responsável pelos sucessos "Hot n Cold" de Katy Perry e "Say Ok" de Vanessa Hudgens e Shellback, compositor de "If U Seek Amy" de Britney Spears e "So What" de P!nk.

## Antecedentes
Em 22 de março de 2010, Miranda lançou o single "Kissin U" que, devido à escassa divulgação, alcançou a posição cinquenta e quatro na Billboard Hot 100. Em 27 de abril é lançado seu primeiro álbum, Sparks Fly, alcançando a posição de número oito na Billboard 200 e vendendo em torno de 200 mil cópias ao todo. A canção alcançou na Billboard Digital Songs, nos Estados Unidos, a posição vinte e nove, fazendo com que alcançasse a posição cinquenta e quatro na Billboard Hot 100. Na Billboard Pop Songs o single teve um melhor resultado ao alcançar a décima nona posição, sendo que ainda alcançou a trigésima sexta posição na Billboard Adult Pop Songs e a colocação sessenta e oito na Billboard Radio Songs. Em outros países a canção também alcançou a posição cinquenta e um na Ö3 Austria Top 40, na Austria, sessenta e sete na Media Control Charts, parada oficial da Alemanha, cinco no Top Hit da Rússia e a primeira posição no Chile, através do IFPI Chile. Ainda as canções "BAM" e "Disgusting" foram lançadas apenas como singles promocionais antes que Miranda finalizasse o trabalho em seu primeiro álbum para dar início à composição de um novo trabalho para 2011.

## Composição e lançamento
Em fase de desenvolvimento para o álbum Goodbye Lullaby, a cantora canadense Avril Lavigne trabalhava em novas composições testando estilos diferentes junto com o criador de hits Max Martin, responsável por canções como "I Kissed a Girl" e "California Gurls" de Katy Perry, "Dynamite" de Taio Cruz e "Raise Your Glass" de P!nk, e o produtor Shellback, compositor de "If U Seek Amy" de Britney Spears e "So What" de P!nk. Em meio ao trabalho em seu álbum, Avril Lavigne compôs a canção para Miranda Cosgrove, que procurava uma canção forte para lançar como primeiro single de seu novo extended play, High Maintenance, repetindo a parceria de sucesso entre as cantoras, sendo que em no álbum Sparks Fly, Avril Lavigne já havia composto a canção "Daydream" para Miranda. Composta paralelamente com o primeiro single de Avril, "What The Hell", ambas as canções trouxeram a produção de Max Martin e Shellback, tendo ainda como semelhança a introdução dada pelos produtores às duas canções.
A canção ainda traz a sonoridade que lembra a canção "Girlfriend", também da canadense Avril Lavigne, sendo que, em algumas partes, traz o uso do auto-tune, ficando semelhante às canções gravadas pela cantora norte-americana Ke$ha, como nos versos "like you and you like me, We get together and we're happy, Did you hear me say that?, Did you hear me say that?" ("Eu gosto de você e você gosta de mim, Ficamos juntos e estamos felizes, Você me ouviu dizer isso? Você me ouviu dizer isso?"). Em 9 de janeiro de 2011 Miranda Cosgrove liberou um video onde mostra a cantogra em estúdio gravando a canção, mostrando as edições e o processo criativo. Segundo Miranda, o video seria uma forma de se aproximar com os fãs, trazendo-os para dentro do estúdio desde o processo de gravação.
Em 14 de dezembro de 2010, a canção foi lançada em uma radio premiere, pela estação de rádio Kiss FM, sendo que em 21 de dezembro de 2010 a canção é lançada para download digital pelo iTunes apenas nos Estados Unidos. Em 2011 a canção será lançada oficialmente como CD single e Airplay nos Estados Unidos e para download digital em outras partes do mundo.

## Recepção da crítica
O single recebeu críticas positivas e negativas ao mesmo tempo da crítica Becky Bain, do Idolator. Beck declarou que a canção é "Pop, divertida, algo parecido com o trabalho dos anos 80 das Bananarama", acrescentando que: "Nas partes “You! Me in the spotlight!” você pode, particularmente, ouvir uma batida semelhante à canção "Girlfriend" de Avril Lavigne, sem esquecer de mencionar a guitarra e o teclado característicos por trás". No entanto a jornalista também fez críticas negativas ao declarar que: "Eu penso que está canção não se encaixaria no álbum de Avril Lavigne, sendo dada à Miranda Cosgrove (...) isso é "repugnante". Para uma música chamada "Dancing Crazy", no entanto, falta um pouco mais de loucura musical - ou talvez uma batida extra acelerando ao longo da música, para assim elevá-la a algo mais louco". Já a revista eletrônica Reflective Inkling fez uma breve revisão sobre o single, comparando a cantora com Selena Gomez e acrescentando:
| “ | "Dancing Crazy" traz ainda um gancho bacana de se ouvir como em "Kissin U". No entanto, a semelhança entre os singles acabam na mesma hora assim que se compara o trabalho feito nos dois. Se "Kissin U" surpreende pela incrível demonstração de vocais de Miranda, com grande altivez, "Dancing Crazy" faz exatamente o oposto. A canção a principio é bonita, mas oferece ao ouvinte o que ele poderia ouvir em qualquer outro artista no passado. Em poucas palavras: sim, essa música é um pouco batida. A faixa é enjoativa, pois seu charme acaba logo no começo, ela seduzirá totalmente os fãs da cantora e despertará curiosidade de ouvintes, mas depois, a magia se desvanece toda de uma vez. Este é um passo para trás para Miranda Cosgrove. Esperemos que ela se recupere. | ” |

A crítica Nadine Cheung, da AOL, também fez duras críticas negativas à canção: "Miranda Cosgrove está retrocedendo na sonoridade em novo single "Dancing Crazy". A canção é composta e produzida por Max Martin, mas é uma catástrofe do pop, apelando para os ouvintes com seu coro jovem, despreocupado, quando canta: ""Everybody's dancing, dancing crazy and we never stop / We never stop / Everybody's raging, raging crazy / Put your hands up / Put your hands up" (Todo mundo está dançando, dançando loucamente e nunca paramos, nós nunca paramos, todo mundo está louco, louco de fúria, levante suas mãos, levante suas mãos")". A revista eletrônica Pop Boi fez críticas positivas ao álbum, declarando:
| “ | Max Martin é especialista em criar hits dançantes e esta canção não decepciona. Mas apenas se você estiver afim de ouvir uma canção pop, doce e açucarada, só assim que o encanto acontece. "Dancing Crazy" é uma canção pop de luz própria, com se fosse a sensação do verão e quando o coro canta junto o refrão, ela soa estranhamente similar à Avril Lavigne. Infelizmente, a letra escrita por Avril é extremamente brega, mas dada a sua faixa-etaria é compreensível, então não espere nada ousado ou polêmico (afinal é Miranda Cosgrove), então esta é uma canção muito agradável, uma delicia pop. | ” |

A canção ainda recebeu uma avaliação do crítico Alex Cimpoca, do site KO Video, que descreveu a canção como "a ilustração perfeita do pop, atraente para os fãs jovens, com um refrão alegre e positivo", acrescentando ainda que a canção "inclui um segmento onde a voz de Miranda Cosgrove é emprestada para um padrão vocal muito similar ao da cantora Ke$ha". Já o Fanlala declarou que é impossível parar de ouvir a canção por ser viciante, recomendando a canção.

## Videoclipe
Durante entrevista em 2010, Miranda citou como inspiração para seu trabalho cantoras como Ashley Tisdale e Pink. Mais tarde a cantora confirmou a direção do videoclipe pelo menos diretor de seu single anterior, "Kissin U", Alan Ferguson, responsável pelos videos musicais "Hot n Cold" de Katy Perry, "Outta My Head (Ay Ya Ya)" de Ashlee Simpson, "That Green Gentleman (Things Have Changed)" de Panic at the Disco e "The Great Escape" de Boys Like Girls, sendo que o video seria gravado na cidade de Los Angeles, sendo totalmente gravado em areas abertas, não contendo cenas em estúdio.
Em 7 de fevereiro de 2011 Miranda Cosgrove liberou, junto com a capa de seu novo EP High Maintenance, aa primeiras imagens de seu videoclipe, onde aparece em um campo aberto rodeada por pessoas e carros. Em 9 de fevereiro, dois dias depois, foi liberada a primeira prévia do video contendo 0:22 segundos de duração, sendo que no mesmo dia é liberada uma nova imagem promocional do video e a confirmação de Miranda Cosgrove para o lançamento do vídeo em 13 de fevereiro. Em 12 de fevereiro foram liberadas duas novas imagens da gravação do vídeo, em local diferente das anteriores, além de uma prévia estendida de 0:45 segundos. Em 13 de fevereiro, um domingo, finalmente foi liberado o videoclipe da canção, transmitido pela Nickelodeon.

### Sinopse

Capturas de ecrã do videoclipe

O videoclipe se inicia com Miranda Cosgrove esperando dar no relógio 11h da noite para poder levantar e sair escondida dos pais, enquanto suas amigas esperam na frente de sua casa. Na cena a cantora está vestindo um jeans skinny preto e uma blusa preta sobreposta a um colete bege com lantejoulas, levando consigo um casaco que veste ao sair. Miranda entra no carro conversível, sendo que ao mesmo tempo avisa um garoto pela rua passeando com seu cachorro, interpretado pelo ator Micky Shiloah, trocando entreolhares e sorrisos. Na cena seguinte as cinco garotas estão andando pelas ruas de Los Angeles, sendo que Miranda aparece no centro do banco de trás cantando, enquanto ela e as amigas mexem com pessoas na rua.
Em uma nova cena vários carros chegam à frente de um colégio, onde varias pessoas descem correndo à lateral do prédio, passando pelos corredores dos armários e pulando o portão em direção ao campo de futebol americano, ascendendo as luzes e liberando a entrada dos carros. Os jovens colocam os carros em meio ao campo com os faróis acesos, descendo caixas de som para formar uma festa ao ar livre. Nessa hora, enquanto várias pessoas dançam, Miranda Cosgrove entoa o refrão "Everybody's dancing, dancing crazy and we never stop, we never stop" ("Todo mundo está dançando, dançando loucamente e nós nunca paramos, nós nunca paramos"). Na festa Miranda encontra o garoto que a viu saindo de casa, tomando a iniciativa de convida-lo para dar uma volta, indo até a arquibancada, onde se beijam. As cenas são alternadas com outras da cantora em frente de um carro de faróis acesos, dançando. Pouco antes de amanhecer os jatos de água para irrigar o campo são ligados, fazendo com que a festa acabe e os jovens vão embora. A última cena mostra Miranda Cosgrove sendo deixada em casa pelas amigas de manhã enquanto deita em sua cama e desliga o relógio que apita 7h da manhã.

### Recepção da crítica
O Celebrifi destacou a semelhança entre o videoclipe de Miranda Cosgrove com o vídeo "Teenage Dream" de Katy Perry, citando que teria sido inspirado no trabalho da cantora. Simone In do Bambini fez uma revisão neutra sobre o video, afirmando que Miranda tem se inspirado a cada dia em Avril Lavigne, porém o video é previsivel ao andar de carro por Los Angeles com as amigas, como vários artistas já fizeram. Já Amanda H do Pop Crush fez uma crítica positiva ao vídeo, destacando a boa influencia da cantora sob os jovens:
| “ | Miranda Cosgrove gosta de badalar, mas isso não significa sexo, drogas e rock and roll para esta estrela da Nickelodeon. Em seu novo vídeo, Miranda dá uma lição de como se divertir na adolescência com decência. Ok, ela foge de casa para ficar de fora durante toda a noite com seus amigos, mas a noite "selvagem" de Cosgrove é bastante comportada em comparação com algumas de suas colegas de música teen. Dica: Não há copos semi-nus ou boates. A estrela mostra seu lado atrevido no vídeo ao flertar com rapazes e invadir uma escola para dar uma festa no campo de futebol, mas ela consegue estar de volta na hora de acordar para a escola. E nós amamos a boa energia do vídeo e desejamos toda sorte para "Dancing Crazy". | ” |

Bronwyn Berger-Hughes, da AOL, classificou o video como animado e chamou de "fofo" o casal formado por Miranda e o ator Micky Shiloah. Becky Bain do Idolator comentou que apesar de Miranda Cosgrove dizer que todos estão "dançando furiosamente", o vídeo não tem nada de chocante, sendo apenas uma festa adolescente puritana. A crítica ainda fez uma comparação entre o bom comportamento de Miranda com outra cantora jovem, Miley Cyrus, envolvida com com drogas, ao declarar: "Miranda pode ficar fora durante a noite toda, pois seus pais não têm que se preocupar com ela ser corrompida por qualquer má influencia fumando Salvia"

## Lista de faixas
| Download digital |                 |                                      |         |  |
| N.º              | Título          | Compositor(es)                       | Duração |  |
| 1.               | "Dancing Crazy" | Avril Lavigne, Max Martin, Shellback | 3:40    |  |
| Duração total:   | Duração total:  | Duração total:                       | 3:40    |  |

| EP digital |                                          |                                      |         |  |
| N.º        | Título                                   | Compositor(es)                       | Duração |  |
| 1.         | "Dancing Crazy (LA Dance Remix)"         | Avril Lavigne, Max Martin, Shellback | 4:04    |  |
| 2.         | "Dancing Crazy (Mike Rizzo Radio Remix)" | Avril Lavigne, Max Martin, Shellback | 4:08    |  |

## Desempenho nas tabelas musicais
"Dancing Crazy" foi lançada oficialmente na forma de download digital em 21 de dezembro de 2010, sendo que em suas primeiras semanas a canção não alcançou nenhuma posição na Billboard Digital Songs. Seu lançamento em CD single e Airplay, nas rádios, é esperado para que a canção alcance alguma posição na Billboard Hot 100. Na Eslováquia a canção estreou na semana de 28 de dezembro de 2010 na posição setenta e sete, alcançando o pico de trinta e cinco.

### Posições
| Paradas (2010/2011)                   | Posições |
| ------------------------------------- | -------- |
| Bolívia (Bolivian Singles Chart)      | 33       |
| Chile (Top 100)                       | 3        |
| Eslováquia (IFPI Slovenská Republika) | 17       |
| Estados Unidos (Billboard Hot 100)    | 100      |
| Estados Unidos (Billboard Pop Songs)  | 36       |
| Indonésia (Indonesia Top 40)          | 10       |
| Japão (Japan Hot 100)                 | 56       |
| Ucrânia (FDR POP)                     | 13       |

## Histórico de Lançamento
| País           | Data                   | Formato                              | Gravadora        |
| -------------- | ---------------------- | ------------------------------------ | ---------------- |
| Estados Unidos | 14 de dezembro de 2010 | Radio Premiere                       | Columbia Records |
| Canadá         | 21 de dezembro de 2010 | CD single; download digital; Airplay | Sony Music       |
| Estados Unidos | 21 de dezembro de 2010 | CD single; download digital; Airplay | Columbia Records |
| Mundo          | 21 de dezembro de 2010 | download digital; Airplay            | Columbia Records |